# Franciszek Ksawery (imię)
Franciszek Ksawery – imię dwuczłonowe, powstałe na cześć św. Franciszka Ksawerego (1506–1552), właśc. Franciszka z Xavier w Hiszpanii. Następnie pojawili się inni święci o tych imionach – Franciszek Ksawery Hà Trọng Mậu (ok. 1790–1839) oraz Franciszek Ksawery Nguyễn Cần (ok. 1803–1837).
Franciszek Ksawery imieniny obchodzi 31 stycznia i 3 grudnia.

## Osoby noszące imię Franciszek Ksawery
- Franciszek Ksawery Sapieha (1741–1808) — ostatni wojewoda smoleński
- Franciszek Ksawery Starzeński (1769–1828) —  polski ichtiolog
- Franz Xaver Wolfgang Mozart (1791–1844) — syn Wolfganga Amadeusa Mozarta, który w 1813 roku osiadł we Lwowie (stąd przydomek "Mozart Lwowski"), gdzie przez 25 lat mieszkał i pracował jako nauczyciel gry na fortepianie
- Franz Xaver von Segenschmid (1839–1888) — architekt austriacki
- Franciszek Ksawery Kasparek (1844–1903) — polski prawnik, profesor i rektor Uniwersytetu Jagiellońskiego
- Franciszek Ksawery Vetulani (1856–1921) — polski inżynier meliorant i urzędnik
- Franciszek Ksawery Latinik (1864–1949) — pułkownik piechoty cesarskiej i królewskiej armii, generał dywizji Wojska Polskiego
- Władysław Orkan, właśc. Franciszek Ksawery Smaciarz (1875–1930) — pisarz tworzący w okresie Młodej Polski
- Francisco Javier Azkargorta Uriarte (ur. 1953) — baskijski piłkarz, lekarz i trener piłkarski
- Francisco Javier Yeste Navarro (ur. 1979) — piłkarz hiszpański narodowości baskijskiej

Żeński odpowiednik: Franciszka Ksawera.